# İleri
İleri (literalmente Avançar), foi um jornal turco fundado em 1 de janeiro de 1918 por Celal Nuri İleri  (1877–1938) e seu irmão Suphi Nuri İleri (1887–1945). Foi publicado inicialmente sob o nome Ati até 12 de fevereiro de 1919.
O jornal apoiou a Guerra da Independência Turca. Artigos escritos pelo fundador da Turquia moderna, Atatürk, foram publicados anonimamente pelo jornal. İleri se tornou a voz do movimento nacional turco em Istambul. Entretanto, em 1920, o fundador do jornal, Celal Nuri, foi preso pelos ingleses em Istambul e enviado para o exílio. O jornal foi publicado um total de 2.436 edições até 2 de dezembro de 1924.  A publicação foi retomada por Suphi Nuri em 1944.